# Neumark
De Neumark (Pools: Nowa Marchia) is een historische landstreek ten oosten van de rivier de Oder, welke ook bekend is als Oost-Brandenburg. Tot 1945 hoorde de Neumark tot de Pruisische provincie Brandenburg. De Neumark komt tegenwoordig grotendeels overeen met het woiwodschap Lubusz in Polen.
De Neumark werd in het westen en zuiden door de Oder begrensd, in het noorden grensde de Neumark aan de provincie Pommeren en in het oosten aan de provincie Posen (en vanaf 1919 aan Polen). Het landschap werd bepaald door de rivieren Oder, Warthe en Netze met uitgestrekte moerasgebieden.

## Geschiedenis
Tot het begin van de 13e eeuw was het gebied van de latere Neumark dunbevolkt door Slavische stammen. Vanaf het einde van de 10e eeuw stond het gebied onder heerschappij van de Poolse koning. Daarna behielden de regionale hertogen hun autonomie. De Poolse koning Bolesław III vestigde zijn gezag opnieuw en zelfs verder westwaarts over de Oder tot aan het latere Berlijn. De regionale hertogen erkenden echter zijn gezag slechts korte tijd, van 1102 tot 1138, en schonken grond aan kloosterorden uit het Duitse Rijk met name de cisterciënzers, en ook een aantal adellijke geslachten, om onbevolkte gebieden te ontginnen en met kolonisten te bevolken. In 1225 werd het bisdom Lebus (Lubusz) opgericht waarmee ook de kerk een rol in de machtshandhaving kreeg. Na eerdere pogingen namen de Brandenburgse markgraven Johann I und Otto III in een korte oorlog (1239–1245) met succes de positie van de Poolse koning als leenheer over en daarvoor verwierven ze de instemming van de Duitse keizer. Sinds 1287 was het gebied voorgoed Brandenburgs en behoorde het daarmee tot Duitse Rijk. Inmiddels waren een aantal steden gesticht en vooral met Saksen bevolkt (de na 1945 officieel ingestelde namen tussen haken): Frankfurt/Oder 1253, Landsberg (Gorzów Wielkopolski) 1257, Soldin (Myślibórz) 1261, Arnswalde (Choszczno) 1269, Berlinchen (Barlinek) 1278, Schivelbein (Świdwin) 1292, Dramburg (Drawsko Pomorskie) 1297. In 1397 werd het gebied voor het eerst ‘neuwe Mark obir Oder’ genoemd. Nabij de grenzen met Polen dienden rond 1300 de stad Meseritz (Międzyrzecz) en het klooster Paradies en de burchten Zantoch und Driesen (Drezdenko) als bevestiging. De edelen die in het oosten langs de grens met Polen hun bezit hadden, kozen soms de Poolse koning weer als hun leenheer wanneer de Brandenburgse macht verzwakte, maar vanaf 1372 werd de oostgrens definitief die van Brandenburg en daarmee ook die van het Duitse Rijk. De centraal gelegen stad Soldin werd de hoofdstad. In 1548 werd deze functie op Küstrin (Kostrzyn nad Odrą) overgedragen.
De staatkundige situatie bleef vanaf de 14e eeuw tot de 19e eeuw ongewijzigd. De oprichting van het koninkrijk Pruisen uit het hertogdom Brandenburg in 1701 maakte ook de Neumark van een Brandenburgse tot een Pruisische provincie. In de 17e eeuw was het bevolkingsaantal door de Dertigjarige Oorlog sterk geslonken. Nieuwe ontginningen in het Odergebied schiepen mogelijkheden voor herbevolking waaraan ook verdreven protestants-calvinistische Fransen, zogenaamde hugenoten, deelnamen. Langs de grens met Polen kwamen nog enkele Poolstalige dorpen voor, maar de bevolking ging daar voor de 19e eeuw op het Duits, althans het Brandenburgse dialect, over.
In 1816 werd ook het oostelijker Poolse hertogdom Posen (Poznań) Pruisisch en daarmee werd de grens met Polen een Duitse provinciegrens. Tot 1919 want toen werd Posen weer bij het heropgerichte Polen gevoegd, en werd de vóór-19e-eeuwse grens weer een staatsgrens, nu tussen Duitsland en Polen, tot 1945 toen de Neumark tot aan de Oder door Polen werd geannexeerd.
Bij de volkstelling van 1939 telde de Neumark 645.000 inwoners. Bij de verovering door het Sovjetleger begin 1945 en de daarop volgende verdrijving van de Duitse bevolking vielen zeer veel burgerslachtoffers, vermoedelijk één op de vier, door geweld, marteling, verkrachtingen en massamoorden, gepleegd door het Sovjetmilitairen en later de Poolse milities. Deels was dit een bewuste strategie want om dit grensgebied voor Polen te verzekeren, had de ontvolking hoge prioriteit. Zo lang er nog Duitsers woonden, konden de geallieerden zich bedenken bij het trekken van de nieuwe grens.
De plaats van de Duitse bevolking werd ingenomen door Polen; ongeveer een derde van hen kwamen uit de Oost-Poolse gebieden die door de Sovjet-Unie waren ingelijfd.